# Секира од окресаног камена
Секира од окресаног камена је праисторијско оружје настало једностраним или двостраним окресивањем комада сировине или одбитака. 
Сечиво је латерално или трансферзално у односу на осу оруђа. 
Типично за старије средњопалеолитске културе (Ашелску културу северне Африке). 
Израђиване су финалнопалеолитским и мезолитским културама северне Европе. Претпоставља се да су коришћене за сечу шума и обраду дрвета. Типолошки и хронолошки мезолитске скире су прототип за каснију продукцију неолитских углачаних секира. У неолиту постоје 2 основна типа:
- равне, пљоснате секире, везиване за држаље канапом или углављиване у расечено дрво,
- секире са усадником, тј. рупом у средини кроз коју је провлачена држаља.